# Josephine Bauer
Victoria Josephine Bauer, född 11 september 1974 i Bredestad, Småland, är en svensk skådespelare.
Bauer är utbildad på Skara Skolscen, Dramatiska Institutet och Internationella Filmskolan i Köln. Hon fick sin tv-debut i Virus i paradiset och sin filmdebut i Hip hip hora!, men har också en karriär på teaterscenen med roller som Élise i Den girige på Riksteatern, som Marianne i Tartuffe på Gunnebo slott och som Maria Magdalena i Enligt Maria Magdalena på Folkteatern i Göteborg.
Hon är känd bland annat för rollen som Annika Björn i TV-serien Andra avenyn (2007-2008).

## Filmografi
- 2002 – Virus au paradis (TV-film)
- 2004 – Hip hip hora!
- 2006 – Den som viskar (TV-serie)
- 2006 – En fråga om liv och död (TV-serie)
- 2007 – Gynekologen i Askim (TV-serie)
- 2007–2008 – Andra Avenyn (TV-serie)
- 2008 – Skelett i garderoben (kortfilm)
- 2009 – Kommissarien och havet
- 2009 – Till det som är vackert
- 2010 – Ond tro
- 2021 – Sagan om Karl-Bertil Jonssons julafton

## Teater

### Roller (ej komplett)
| År   | Roll     | Produktion         | Regi           | Teater               |
| ---- | -------- | ------------------ | -------------- | -------------------- |
| 2004 | Marianne | Tartuffe Molière   | Erik Ståhlberg | Gunnebo slottsteater |
| 2006 |          | Den girige Molière | Erik Ståhlberg | Gunnebo slottsteater |

### Fotnoter
1. ↑  ”Josephine Bauer”. Svensk Filmdatabas. http://www.sfi.se/sv/svensk-filmdatabas/Item/?type=PERSON&itemid=317761&ref=%2ftemplates%2fSwedishFilmSearchResult.aspx%3fid%3d1225%26epslanguage%3dsv%26searchword%3dJosephine+Bauer%26type%3dPerson%26match%3dBegin%26page%3d1%26prom%3dFalse. Läst 27 september 2012.
2. ↑  ”Josephine Bauer”. Agentbolaget.se. Arkiverad från originalet den 14 augusti 2010. https://web.archive.org/web/20100814044147/http://www.agentbolaget.se/artist.php?id=josephinebauer&fullview=. Läst 27 september 2012.
3. ↑  ”Josephine Bauer”. IMDb.com. Arkiverad från originalet den 10 mars 2016. https://web.archive.org/web/20160310190014/http://akas.imdb.com/name/nm1344240/. Läst 27 september 2012.
4. ↑  Lis Hellström Sveningson (15 juli 2006). ”Kärleken segrar över girigheten”. Göteborgs-Posten. http://www.gp.se/n%C3%B6je/kultur/k%C3%A4rleken-segrar-%C3%B6ver-girigheten-1.1193541. Läst 1 juli 2016.